# 藤田慶和
藤田 慶和（ふじた よしかず、1993年9月8日 - ）は、ラグビーユニオン選手。

## プロフィール
- 弟の達成もラグビー選手[1]

## 経歴
京都府京都市出身。小学3年生からラグビーを始めた。
東福岡高校時代、2011年に高校日本代表に選出された。
2012年、早稲田大学に入る。
2012年5月5日に行われたアジア五カ国対抗戦の対UAE戦で日本代表の最年少出場記録を18歳7ヶ月27日で更新して同試合では6つのトライを記録した。
2015年、バーバリアンズのメンバーにホラニ龍コリニアシと共に選ばれた また同年8月にはラグビーワールドカップ2015の日本代表に選ばれる。
2016年、パナソニック ワイルドナイツ(現・埼玉パナソニックワイルドナイツ)に加入。同年8月26日に行われたジャパンラグビートップリーグ第1節のヤマハ発動機ジュビロ戦にて途中出場で公式戦初出場を果たす。
2017年、世界選抜に選ばれた。
2018年7月、サンウルブズに追加招集された。
2021年、東京五輪の7人制日本代表として、全5試合に出場した。
2022年、三重ホンダヒートに加入。
2025年5月31日、三重ホンダヒート退団を発表。

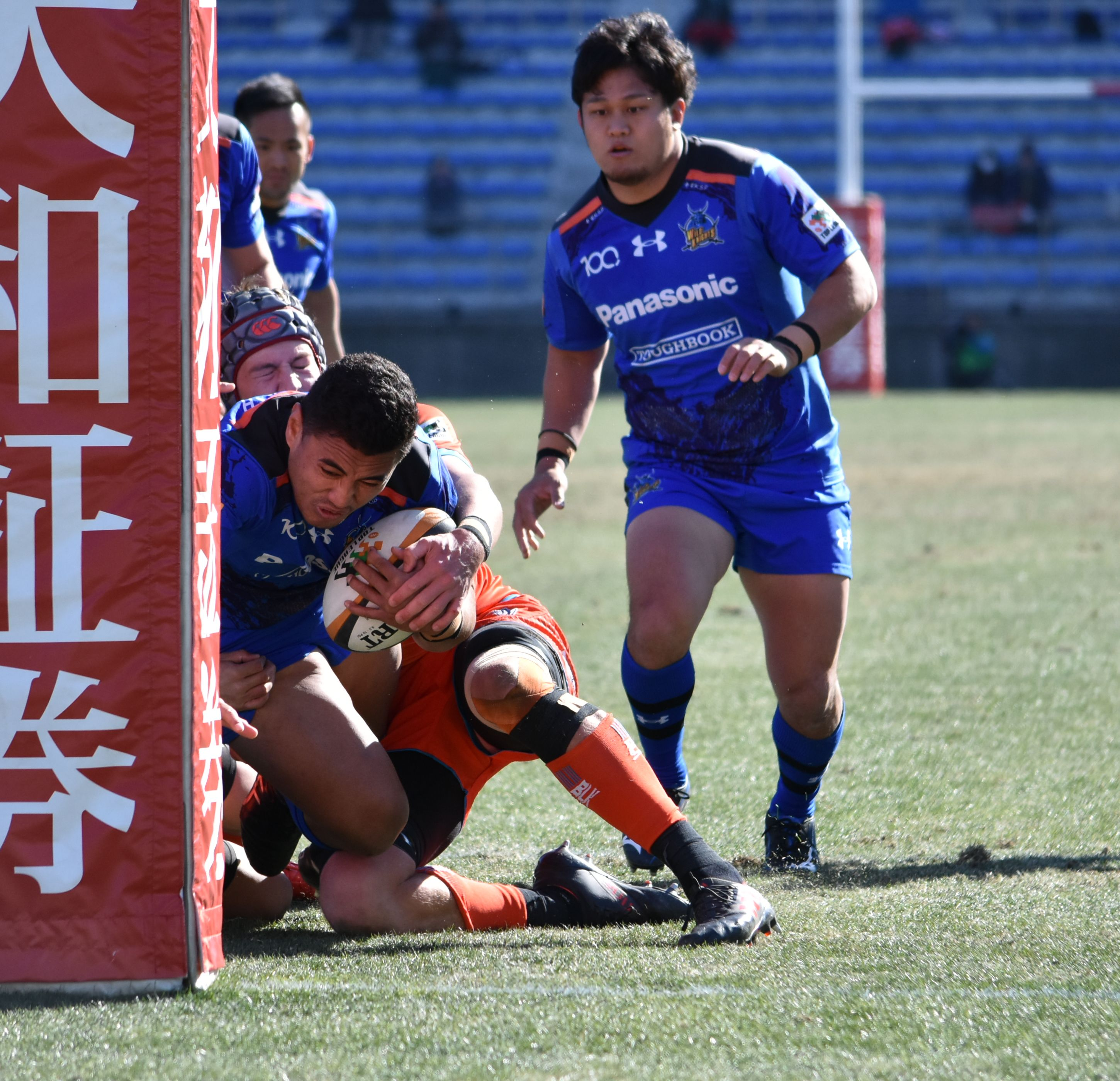
秩父宮ラグビー場（2019年1月19日撮影）
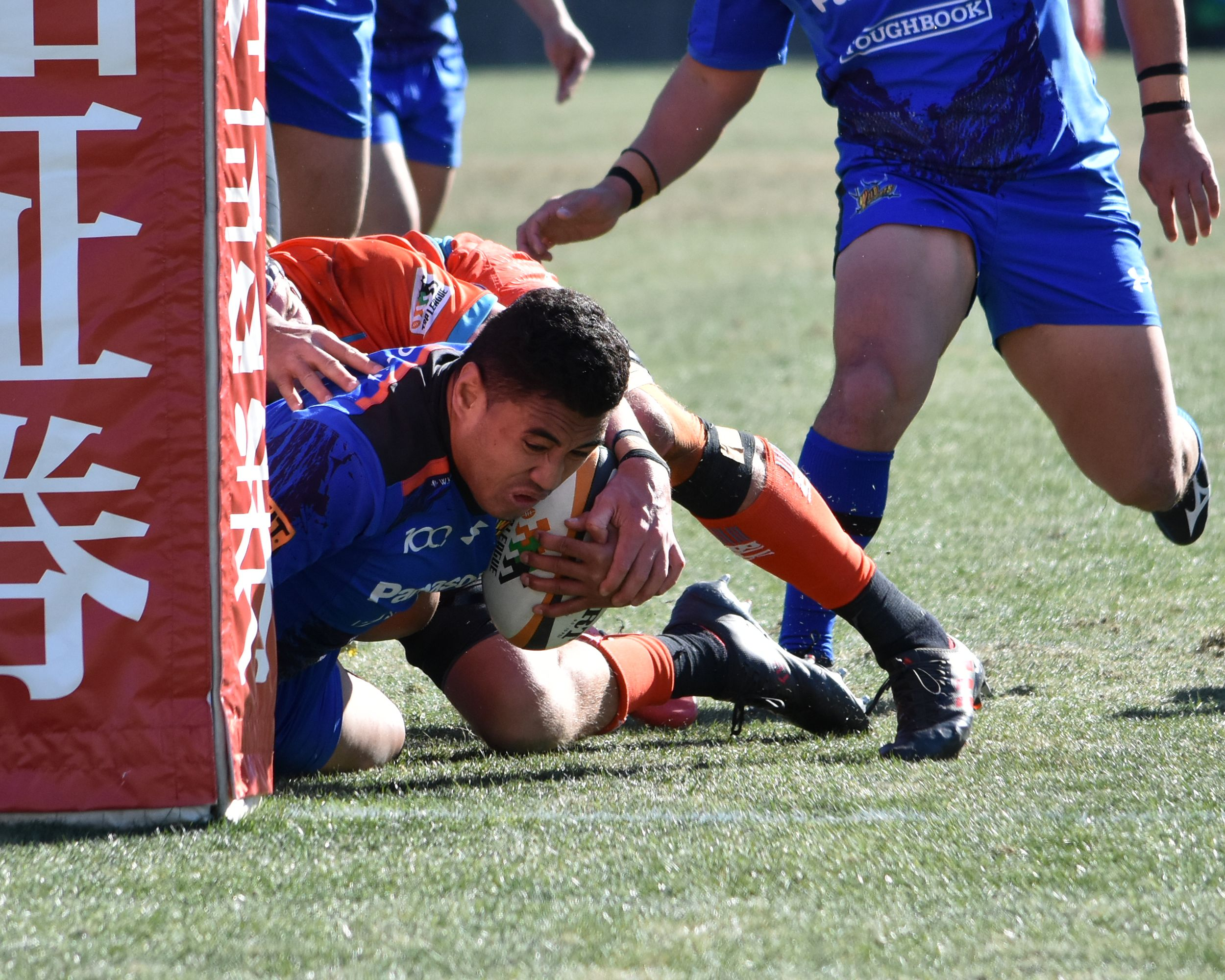
同左（2019年1月19日撮影）

## 出演

### CM
- プラスワン[13]。

### ウェブテレビ
- ボブ・サップ緊急来日!第1回Abema杯5種競技HAOOO5!（2017年10月14日、10月22日、AbemaTV）[14]

### メディア
- YouTube「uFit公式チャンネル」[15] でuFit代表林ケイスケ[16] と対談。[17]（全5回）